# IC 1455
IC 1455 ist eine Balken-Spiralgalaxie vom Hubble-Typ SBa im Sternbild Fische auf der Ekliptik. Sie ist schätzungsweise 222 Millionen Lichtjahre von der Milchstraße entfernt und hat einen Durchmesser von etwa 60.000 Lj.
Im selben Himmelsareal befinden sich u. a. die Galaxien NGC 7397, NGC 7398, NGC 7401, NGC 7402.
Das Objekt wurde am 23. September 1891 von Sherbourne Wesley Burnham entdeckt.